# Lubstów (gmina)
Lubstów (od 1874 Sompolno) – dawna gmina wiejska istniejąca w XIX wieku w guberni kaliskiej. Siedzibą władz gminy był Lubstów.
Za Królestwa Polskiego gmina Lubstów należała do powiatu kolskiego w guberni kaliskiej. 31 maja 1870 do gminy przyłączono pozbawione praw miejskich Sompolno.
Gmina została zniesiona w 1874 roku przez przemianowanie na gmina Sompolno.